# Alec Regula
Alec Regula, född 6 augusti 2000, är en amerikansk professionell ishockeyforward som är kontrakterad till Chicago Blackhawks i National Hockey League (NHL) och spelar för Rockford Icehogs i American Hockey League (AHL). Han har tidigare spelat för London Knights i Ontario Hockey League (OHL) och Chicago Steel i United States Hockey League (USHL).
Regula draftades av Detroit Red Wings i tredje rundan i 2018 års draft som 67:e spelare totalt.

## Statistik
| 2013–2014  | Detroit Honeybaked         | HPHL       | 17  | 6  | 6  | 12  | 0   | —  | — | — | — | — |
| 2014–2015  | Cranbrook Kingswood Cranes |            | 30  | 3  | 9  | 12  | 8   | —  | — | — | — | — |
|            | Detroit Compuware          | HPHL       | 6   | 1  | 0  | 1   | 6   | —  | — | — | — | — |
| 2015–2016  | Cranbrook Kingswood Cranes |            | 24  | 3  | 16 | 19  | 6   | —  | — | — | — | — |
|            | MDHL Orange                |            | 4   | 2  | 3  | 5   | 0   | —  | — | — | — | — |
| 2016–2017  | Chicago Steel              | USHL       | 51  | 1  | 4  | 5   | 8   | 5  | 0 | 1 | 1 | 0 |
| 2017–2018  | London Knights             | OHL        | 67  | 7  | 18 | 25  | 22  | 4  | 0 | 0 | 0 | 2 |
| 2018–2019  | London Knights             | OHL        | 66  | 11 | 28 | 39  | 41  | 11 | 2 | 4 | 6 | 2 |
| 2019–2020  | London Knights             | OHL        | 56  | 27 | 33 | 60  | 55  | —  | — | — | — | — |
| 2020–2021  | Chicago Blackhawks         | NHL        | 1   | 0  | 0  | 0   | 0   | —  | — | — | — | — |
|            | Rockford Icehogs           | AHL        | 16  | 3  | 1  | 4   | 12  | —  | — | — | — | — |
| NHL totalt | NHL totalt                 | NHL totalt | 1   | 0  | 0  | 0   | 0   | —  | — | — | — | — |
| OHL totalt | OHL totalt                 | OHL totalt | 189 | 45 | 79 | 124 | 118 | 15 | 2 | 4 | 6 | 4 |